# Gaasperplas
Der Gaasperplas ist ein Baggersee im Amsterdamer Stadtteil Zuidoost.

## Beschreibung

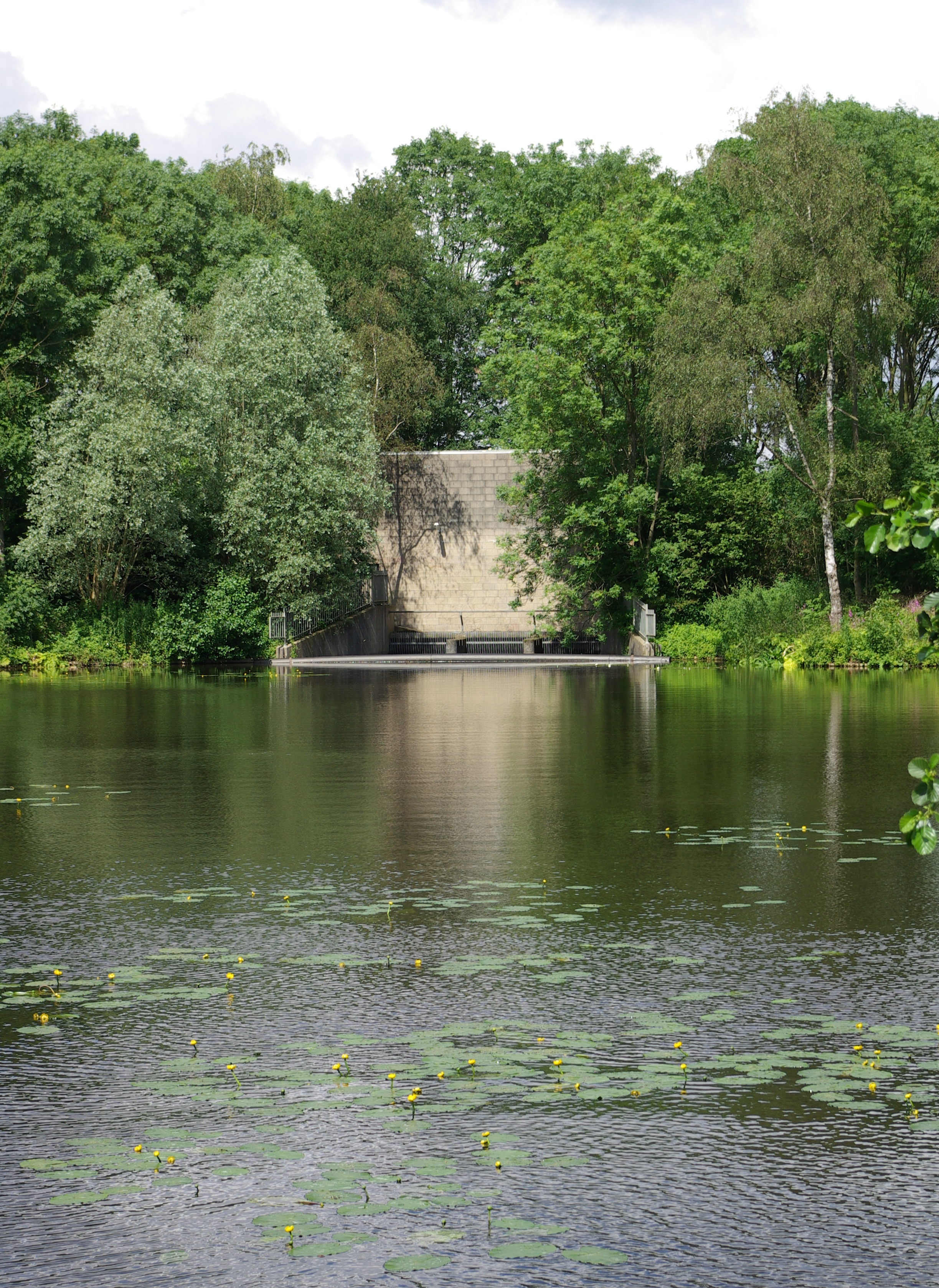
Pumpwerk Zuid Bijlmer am nordwestlichen Seeufer, 2011

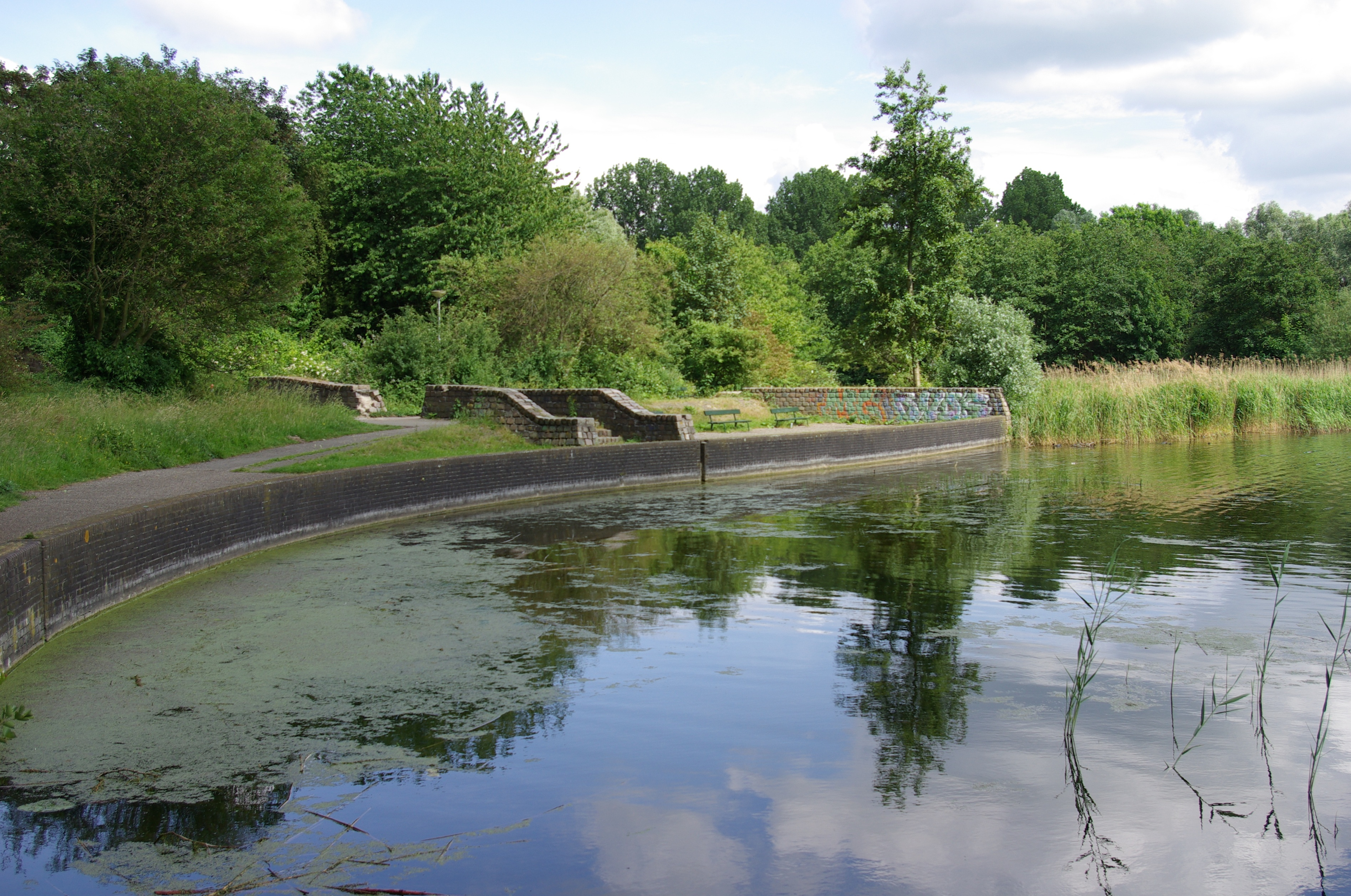
Promenade am Nordufer, 2011

Der 72 ha große See im Polder Zuid Bijlmer entstand ab den 1960er Jahren zum Abbau von Sand, den man für Straßen- und Bahndämme im damaligen Neubaugebiet Bijlmermeer in Amsterdam-Zuidoost benötigte. Zunächst grub man eine dicke Schicht aus Moorboden und Ton ab, anschließend wurde bis zu einer Tiefe von 35 Metern Sand abgesaugt. Da der Moorboden nicht komplett entfernt wurde, befindet sich unter der Wasseroberfläche teils ein ausgebreitetes Labyrinth aus unterspülten Erdwällen.
Der Wasserspiegel des Gaasperplas wird durch die drei Pumpen des 1972 errichteten Pumpwerks Gemaal Zuid Bijlmer am nordöstlichen Seeufer auf durchschnittlich 2,70 Meter unter dem Meeresspiegel Amsterdamer Pegel (NAP) gehalten. Pro Minute können 40 Kubikmeter überschüssiges Wasser aus dem gesamten Polder Zuid Bijlmer und den noch tiefer gelegenen Gein- und Gaasperpoldern in den Fluss Gaasp gepumpt werden. Um die Wasserqualität im Polder nicht zu gefährden, wird dem Gebiet aber auch regelmäßig Wasser aus dem Fluss Gaasp oder dem Abcoudermeer zugeführt.
Ab den 1970er Jahren entstand am Ufer ein Netz von Fuß- und Radwegen. Die ursprüngliche Bepflanzung der 94 ha großen Parklandschaft um das Gewässer bestand aus schnell wachsenden Baumsorten und pflegeleichten Wiesen. Am 16. Oktober 1977 wurde im Norden des Sees der Bahnhof Gaasperplas der Amsterdamer Metro als Endhaltepunkt der Linie 53 (Gaasperplaslijn) eröffnet. Im gleichen Jahr begann man am nördlichen Ufer mit der Einrichtung des Gaasperparks für die Internationale Gartenschau Floriade 1982. So entstand ein Landschaftspark mit der Wohnsiedlung Nellestein, Gastronomie, Hotels, Pavillons, Skulpturen, Rosarium, Uferpromenade sowie einer artenreichen Bepflanzung aus Buchen, Linden, Ulmen, Birken, Eichen und anderen.
Der See und der Park sind Teil des Naherholungsgebietes Groengebied Amstelland, einem Gemeinschaftsprojekt der Provinz Nordholland sowie der Gemeinden Amstelveen, Amsterdam, Diemen und Ouder-Amstel. Am Ufer befinden sich unter anderem ein Reitpfad, Grill-, Picknick- und Spielplätze, der Verein Gaasperplas Windsurfing, der Segelclub Zeilvereniging Gaasperplas (ZVG) der Kanu-Verein Gaasperplas (KVG), der Eerste Hollandse Drakenboot Club, der Drachenbootverein Concrete Dragons, sechs Parkplätze sowie ein Campingplatz. In und am Gaasperplas leben Aale, Hechte, Flussbarsche, Zander, Rotaugen, Schleien und Flusskrebse sowie zahlreiche Wasservögel.